# Louisa Maria Teresa Stuart

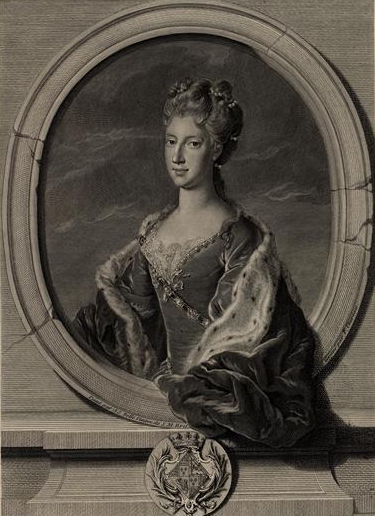
Louisa Maria Teresa Stuart

Louisa Maria Teresa Stuart, född 28 juni 1692 på Saint-Germain-en-Laye, död där 18 april 1712, var dotter till kung Jakob II av England och Maria av Modena. Hon var född efter faderns avsättning, men ansågs av ätten Stuarts anhängare, jakobiterna, vara engelsk prinsessa och tronföljare efter sin bror. 

## Biografi
Louisa Maria Teresa Stuart föddes på det franska slott där hennes föräldrar hade upprättat ett exilhov under beskydd av Ludvig XIV av Frankrike. På grund av de tvivel som omgavs hennes brors födelse, där barnet sades ha bytts ut mot ett annat, kallades många vittnen till hennes födelse. Av jakobiterna ansågs hon vara nummer två i tronföljden efter sin bror, Jakob Edvard Stuart.   
Louisa Maria Teresa Stuart debuterade i sällskapslivet på en bal på Château de Marly i nuvarande Marly-le-Roi vid tretton års ålder år 1705. Hon tyckte om opera och dans och blev populär vid det franska hovet. Hon föreslogs äktenskap med kung Karl XII av Sverige och den franske prinsen Charles av Berry, men båda planerna övergavs: den förstnämnda på grund av skilda religioner, den senare på grund av hennes egen ovilja. 
Hon ska ha känt solidaritet för de lojalister som hade följt hennes föräldrar i exil, och understödde många av deras döttrar ekonomiskt och anställde dem som hovdamer, oavsett om de var protestanter eller katoliker. Hon avled av smittkoppor.